# NGC 6884
NGC 6884 (NGC 6766) je planetna maglica u zviježđu Labudu. Naknadno je utvrđeno da je NGC 6766 ista planetna maglica.

## Vanjske poveznice
- (engl.) SEDS: NGC 6884
- (engl.) Hartmut Frommert: Revidirani Novi opći katalog
- (engl.) Izvangalaktička baza podataka NASA-e i IPAC-a
- (engl.) Astronomska baza podataka SIMBAD
- (engl.) VizieR
- (engl.) Auke Slotegraaf: NGC 6884 Deep Sky Observer's Companion
- (engl.) Courtney Seligman: Objekti Novog općeg kataloga: NGC 6750 - 6799